# Барио Ајунтамијенто (Сан Хуан Баутиста Ататлахука)
Барио Ајунтамијенто (шп. Barrio Ayuntamiento) насеље је у Мексику у савезној држави Оахака у општини Сан Хуан Баутиста Ататлахука. Насеље се налази на надморској висини од 1050 м.

## Становништво
Према подацима из 2005. године у насељу је живео 1 становник.

### Хронологија
| Година       | 2000         | 2005 |
| ------------ | ------------ | ---- |
| Становништво | 31 (16 / 15) | 1    |

### Попис
| # | Индикатор                        | Вредност |
| - | -------------------------------- | -------- |
| 1 | Укупно појединачних домаћинстава | 1        |